# Dissoluzione dell'Unione Sovietica
La dissoluzione dell'Unione Sovietica fu il processo di disgregazione che coinvolse il sistema politico, economico e la struttura sociale dell'Unione Sovietica, compreso tra il 19 gennaio 1990 e il 31 dicembre 1991, portando alla scomparsa dell'URSS, all'indipendenza delle Repubbliche sovietiche e alla restaurazione dell'indipendenza nelle Repubbliche baltiche, dando così nascita ai cosiddetti Stati post-sovietici.

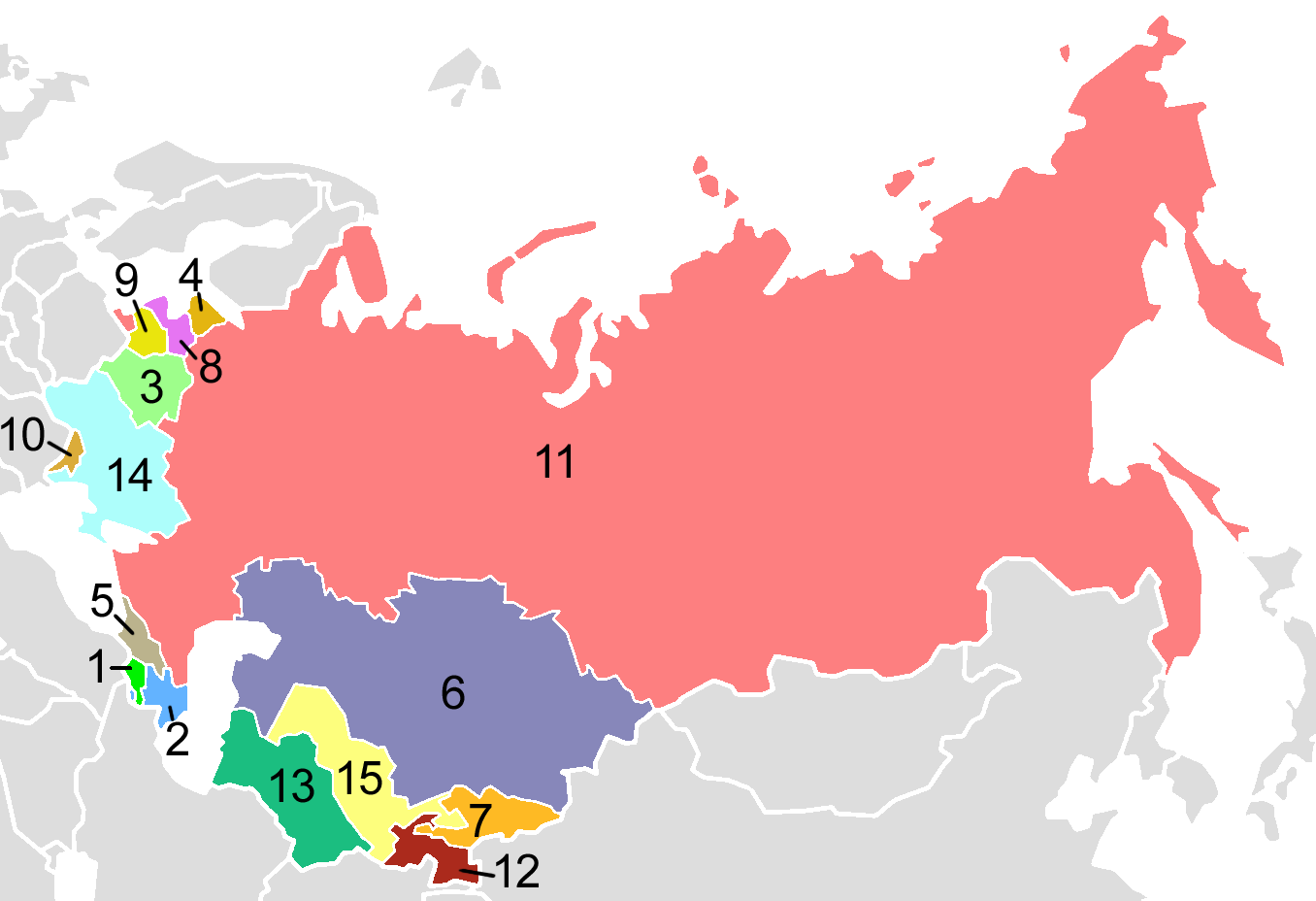
Ex Repubbliche sovietiche in ordine alfabetico:
- 1. RSS Armena
- 2. RSS Azera
- 3. RSS Bielorussa
- 4. RSS Estone
- 5. RSS Georgiana
- 6. RSS Kazaka
- 7. RSS Kirghiza
- 8. RSS Lettone
- 9. RSS Lituana
- 10. RSS Moldava
- 11. RSFS Russa
- 12. RSS Tagika
- 13. RSS Turkmena
- 14. RSS Ucraina
- 15. RSS Uzbeka

## Storia

### L'elezione di Gorbačëv e la nuova politica
Con l'elezione di Michail Gorbačëv nel 1985 quale segretario generale del Partito Comunista dell'Unione Sovietica (PCUS) era iniziata una nuova fase nella storia dell'URSS. Infatti, Gorbačëv fu sostenitore di un'innovativa politica per l'Unione Sovietica, fondata sui concetti chiave di perestrojka (ristrutturazione del sistema economico nazionale) e di glasnost' (trasparenza), volte al superamento dei problemi socio-economici del paese. Questa politica di riforme, se da un lato portò alla fine della guerra fredda e dell'isolamento internazionale dell'URSS, dall'altro lato portò all'emersione dei problemi economici dello Stato che fino ad allora erano stati tenuti nascosti.
La fine della rigida politica di repressione interna, la recessione economica e l'ammissione della fragilità del sistema politico fecero emergere ben presto i contrasti, i contrasti etnici e le spinte indipendentistiche dei numerosi popoli che erano stanziati nello sterminato territorio dello Stato sovietico e che fino a quel momento erano stati tenuti sotto controllo dall'apparato centrale. La grave situazione economica ed i crescenti disordini nelle varie Repubbliche sovietiche portarono alle prime elezioni multipartitiche nella storia dell'Unione.

### L'indipendentismo dei Paesi baltici
Nel 1986 Gorbačëv continuò a premere per una maggiore liberalizzazione. Il 23 dicembre 1986 il maggior dissidente sovietico, Andrej Sacharov, ritornò a Mosca dopo aver ricevuto personalmente una chiamata telefonica da parte di Gorbačëv che gli diceva che gli oltre sette anni del suo esilio interno per sfidare le autorità erano finiti.
I paesi baltici, incorporati nell'Unione Sovietica nel 1940, cominciarono a spingere per il ripristino dell'indipendenza, iniziando dall'Estonia nel novembre 1988, quando il legislatore estone approvò delle leggi nonostante l'opposizione del governo centrale. L'11 marzo 1990 la Lituania fu la prima delle tre repubbliche baltiche a dichiarare il ripristino della propria indipendenza, sulle basi della continuità dello Stato.

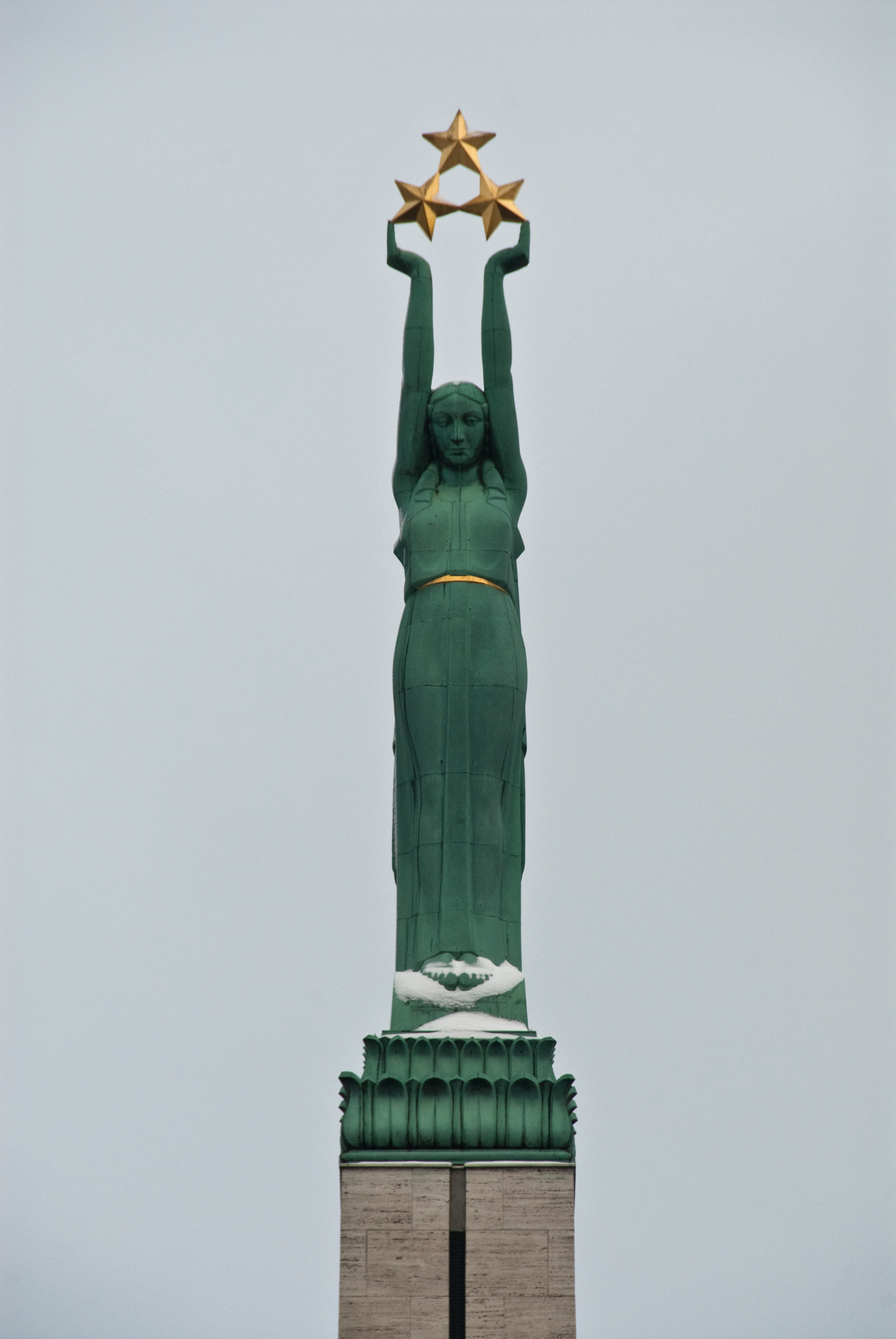
Riga: Monumento alla Libertà, il luogo di ritrovo delle manifestazioni indipendentiste.

La CTAG Helsinki-86 (Cilvēktiesību aizstāvības grupa, Gruppo di difesa dei diritti umani) fu fondata nel luglio 1986 nella città portuale lettone di Liepāja da tre operai: Linards Grantiņš, Raimonds Bitenieks e Mārtiņš Bariss; il nome fa riferimento agli accordi di Helsinki e all'anno della sua fondazione. Helsinki-86 fu la prima organizzazione apertamente anti-comunista e apertamente in opposizione al regime in Unione Sovietica, facendo da esempio per altri movimenti indipendentisti delle minoranze etniche.
A Riga, il 23 dicembre 1986, nelle prime ore del mattino dopo un concerto rock, circa trecento giovani lavoratori lettoni si riunirono nella piazza della cattedrale e marciarono verso viale Lenin gridando, una volta giunti al monumento alla Libertà: "Russia sovietica fuori! Libera Lettonia!". Forze di sicurezza si confrontarono coi manifestanti e diversi veicoli della polizia furono rovesciati.

### Le tensioni nel Caucaso
Nel 1988 Gorbačëv iniziò a perdere il controllo in due piccole regioni dell'Unione Sovietica: le tre repubbliche baltiche, che furono conquistate dai rispettivi fronti popolari, e il Caucaso (dove già da anni c'erano forti tensioni in Nagorno-Karabakh, che sfociarono nella violenza e nella guerra civile).
Il 1º luglio 1988, il quarto e ultimo giorno della 19ª conferenza del partito, Gorbačëv vinse la resistenza dei delegati alla sua proposta di creare un nuovo organo legislativo supremo chiamato Congresso dei deputati del popolo dell'Unione Sovietica. Frustrato dalla resistenza della vecchia guardia ai suoi tentativi di liberalizzazione, Gorbačëv intraprese una serie di riforme costituzionali per separare il Partito dallo Stato e quindi isolare i suoi avversari conservatori. Proposte dettagliate per il nuovo Congresso vennero pubblicate il 2 ottobre 1988, e, per consentire l'apertura della nuova legislatura del Soviet Supremo, durante le sessioni tra il 29 novembre ed il 1º dicembre, attuò degli emendamenti alla Costituzione del 1977, promulgando una legge sulla riforma elettorale e fissando come data delle elezioni il 26 marzo 1989.
Il 29 novembre 1988 l'Unione Sovietica cessò di interferire con le trasmissioni radio straniere consentendo ai cittadini sovietici l'accesso a fonti di informazioni diverse da quelle istituzionali.

### Le prime elezioni libere
Il 7 febbraio 1990, nel suo 70º anniversario di lungo monopolio di potere politico, il Comitato Centrale del PCUS accettò le raccomandazioni di Michail Gorbačëv. Come conseguenza, durante il 1990 tutte e quindici le repubbliche che costituivano l'URSS tennero le loro prime libere elezioni: riformatori e nazionalisti etnici ottennero la maggioranza dei seggi. Il PCUS perse le elezioni nelle seguenti sei repubbliche:
- Lituania il 24 febbraio (con ballottaggio il 4, 7, 8 e 10 marzo), vinse Sąjūdis
- Moldavia il 25 febbraio, vinse il Fronte Popolare Moldavo
- Estonia il 18 marzo, vinse il Fronte Popolare Estone
- Lettonia il 18 marzo (con ballottaggio il 25 marzo e il 29 aprile), vinse il Fronte Popolare Lettone
- Armenia il 20 maggio (con ballottaggio il 3 giugno e 15 luglio), vinse il Movimento Nazionale Pan-Armeno
- Georgia il 28 ottobre (con ballottaggio l'11 novembre), vinse la coalizione della tavola rotonda diretta da Zviad Gamsakhurdia

Le repubbliche costituenti iniziarono a dichiarare la propria sovranità nazionale e iniziarono una "battaglia legislativa" con il governo di Mosca, in cui i governi delle repubbliche costituenti respingevano la legislazione a livello di Unione, dove era in conflitto con le leggi locali, affermando il controllo su tutte le loro economie locali e rifiutandosi di pagare le entrate fiscali al governo centrale di Mosca.
Il movimento indipendentista lituano aveva già convocato il 3 giugno 1988, giorno della visita di Michail Gorbačëv, una manifestazione a sostegno dell'indipendenza.
L'11 marzo 1990 la Lituania, guidata dal presidente del Consiglio Vytautas Landsbergis, dichiarò la propria indipendenza. Tuttavia, l'Unione Sovietica mise in atto una sorta di embargo nei confronti della Lituania e vi mantenne le sue truppe "per garantire i diritti dell'etnia russa".
Il 30 marzo 1990 il Consiglio Supremo Estone dichiarò illegale il potere sovietico in Estonia, e avviò un processo per ristabilire l'indipendenza dell'Estonia. Il processo di ripristino dell'indipendenza della Lettonia iniziò invece il 4 maggio 1990, con voto del Consiglio Supremo che previde un periodo transitorio di completa indipendenza.
Il 16 luglio 1990, il nuovo Parlamento ucraino adottò la Dichiarazione di sovranità dell'Ucraina.
Il 17 marzo 1991, in un referendum, il 76,4% di tutti gli elettori votarono per il mantenimento dell'Unione Sovietica in una forma riformata. Paesi baltici, Armenia, Georgia e Moldavia boicottarono il referendum. In ciascuna delle altre nove repubbliche, la maggioranza dei votanti sostenne un'Unione Sovietica riformata.
Il 12 giugno 1991 El'cin vinse con il 57% dei voti le elezioni presidenziali per il posto di presidente della Repubblica Socialista Federativa Sovietica Russa, superando tra gli altri il candidato di Gorbačëv, Nikolaj Ryžkov.

### Il colpo di Stato del 1991 e la "Federazione Russa"

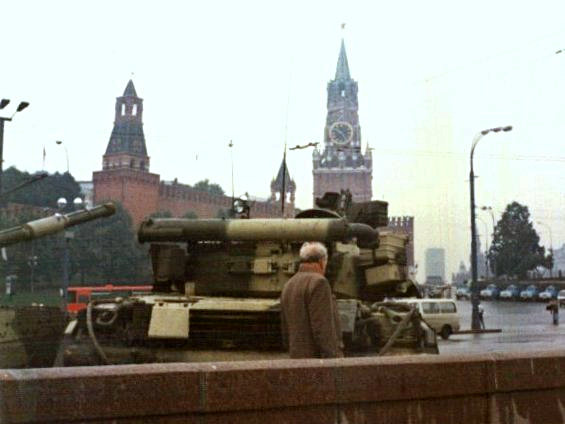
Carri armati sovietici nella piazza Rossa durante il colpo di Stato

Di fronte al crescente desiderio di autonomia, Gorbačëv tentò di trasformare l'Unione Sovietica in uno Stato meno centralizzato. Il 28 giugno era stato dichiarato sciolto il Comecon ed il 1º luglio il Patto di Varsavia, sciogliendo così i vincoli dei Paesi esteri fino allora satelliti. Il 20 agosto 1991 la Russia era pronta a firmare il Nuovo Trattato d'Unione (in russo Новый союзный договор?) che contemplava la trasformazione dell'Unione Sovietica in una federazione di repubbliche indipendenti con un comune presidente. Il 19 agosto 1991 il vice di Gorbačëv, Gennadij Janaev, il primo ministro Valentin Pavlov, il ministro della difesa Dmitrij Jazov, il ministro dell'interno Boris Pugo, il capo del KGB Vladimir Krjučkov e altri funzionari si unirono per impedire la firma del nuovo trattato formando il "Comitato generale sullo stato di emergenza".
Nonostante gli organizzatori del colpo di Stato avessero previsto un certo sostegno popolare per le loro azioni, la popolazione nelle grandi città e nelle altre repubbliche risultò essere in gran parte contro di loro. Tale contrasto si manifestò con una campagna civile di resistenza, che ebbe luogo soprattutto a Mosca. Il presidente Boris El'cin si affrettò a condannare il colpo di Stato. Migliaia di persone a Mosca uscirono in strada per difendere il Parlamento. Gli organizzatori tentarono di far arrestare El'cin ma senza successo. Dopo tre giorni, il 21 agosto, il colpo di Stato collassò su se stesso, gli organizzatori furono arrestati e Gorbačëv ridivenne presidente dell'Unione Sovietica. Tuttavia la sua posizione era ormai compromessa, in quanto né l'Unione né le strutture di potere ascoltavano i suoi comandi.

## Cronologia delle dichiarazioni degli Stati baltici restaurati

### Prima del colpo di Stato
- Lituania - 11 marzo 1990
- Estonia (di transizione) - 30 marzo 1990
- Lettonia (di transizione) - 4 maggio 1990

### Durante il colpo di Stato
- Estonia (efficace) - 20 agosto 1991
- Lettonia (efficace) - 21 agosto 1991

## Cronologia delle dichiarazioni dei nuovi Stati della Comunità degli Stati Indipendenti

### Prima del colpo di Stato
- Abcasia - 25 agosto 1990
- Transnistria - 2 settembre 1990
- Georgia - 9 aprile 1991

### Durante il colpo di Stato
- Gagauzia - 19 agosto 1991

### Dopo il colpo di Stato
- Ucraina - 24 agosto 1991
- Bielorussia - 25 agosto 1991
- Moldavia - 27 agosto 1991
- Kirghizistan - 31 agosto 1991
- Uzbekistan - 1º settembre 1991
- Nagorno-Karabakh - 2 settembre 1991
- Tagikistan - 9 settembre 1991
- Armenia - 21 settembre 1991
- Azerbaigian - 18 ottobre 1991
- Turkmenistan - 27 ottobre 1991
- Repubblica cecena di Ichkeria - 1º novembre 1991
- Ossezia del Sud - 28 novembre 1991
- Russia - 12 dicembre 1991 (il Soviet Supremo della Russia ratificò gli accordi di Belaveža e rinunciò al Trattato della creazione dell'URSS del 1922, inoltre ritirò i deputati russi dal Soviet Supremo dell'URSS).
- Kazakistan - 16 dicembre 1991

## Nascita della CSI e fine dell'Unione Sovietica

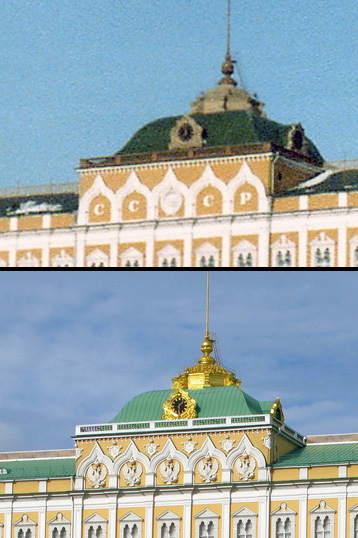
Dopo lo scioglimento dell'Unione Sovietica, l'emblema dell'Unione Sovietica con la scritta "СССР" (sopra) sulla facciata del Cremlino di Mosca fu sostituito da cinque aquile a due teste con lo stemma della Russia (sotto).

La fase finale del collasso dell'Unione Sovietica ebbe luogo con il referendum in Ucraina del 1º dicembre 1991, in cui il 90% dei votanti optò per l'indipendenza. I leader delle tre repubbliche slave (Russia, Ucraina e Bielorussia) concordarono di incontrarsi per una discussione sulle possibili forme di relazione.
L'8 dicembre 1991 i capi di Russia, Ucraina e Bielorussia si incontrarono a Belavežskaja pušča per firmare l'accordo di Belaveža, che dichiarava dissolta l'Unione Sovietica e la sostituiva con la Comunità degli Stati Indipendenti.
Il 12 dicembre 1991 fu completata la secessione della Russia dall'Unione. Il 15 dicembre 1991 morì Vasilij Grigor'evič Zajcev: la notizia ebbe un forte impatto simbolico e viene considerato un altro segno della fine di un'epoca.
Il 25 dicembre 1991, alle ore 18, Gorbačëv si dimise da presidente dell'Unione Sovietica e dichiarò abolito l'ufficio, inoltre conferì tutti i poteri e l'archivio presidenziale sovietico al presidente della Russia Boris El'cin. Alle 18:35 la bandiera sovietica sopra il Cremlino fu ammainata e sostituita con il tricolore russo.
Infine, il 26 dicembre 1991 il Soviet delle Repubbliche del Soviet Supremo dell'URSS ratificò le decisioni del presidente dimissionario dell'URSS e dissolse formalmente l'URSS. La dissoluzione fu resa definitiva nella notte tra il 31 dicembre 1991 e il 1º gennaio 1992.
Si stima che dopo la dissoluzione dell'Unione Sovietica siano stati registrati 7 milioni di decessi prematuri nei paesi che vi erano inclusi, di cui circa 4 milioni solo in Russia. Dopo la caduta dell'URSS, la Russia ha registrato il più grande calo dell'aspettativa di vita in tempo di pace della storia. La povertà è salita alle stelle dopo la caduta dell'URSS e alla fine degli anni '90 il numero di persone che vivevano al di sotto della soglia di povertà internazionale è passato dal 3% del 1987-88 al 20%, ovvero circa 88 milioni di persone. Solo il 4% della regione viveva con 4 dollari al giorno o meno, ma nel 1994 questo numero è salito al 32%. La criminalità, l'uso di alcol, l'uso di droghe e i suicidi sono saliti alle stelle dopo la caduta del blocco orientale.